# Julius Hotchkiss
Julius Hotchkiss, född 11 juli 1810, död 23 december 1878, var en amerikansk politiker, ledamot av USA:s representanthus och viceguvernör i delstaten Connecticut.

## Tidigt liv
Hotchkiss föddes i Waterbury, och var son till Woodward och Polly (född Castle) Hotchkiss, bönder i Prospect. Vid sjutton års ålder undervisade han i skolorna i Prospect. Han flyttade senare till Waterbury och drev en affär och en fabrik som tillverkade bomullsvävar och hängslen.
Han gifte sig 1823 med Melissa Perkins från Oxford, som han fick fem barn tillsammans med.

## Politisk karriär
Hotchkiss nominerades av båda de två stora partierna för att bli den förste borgmästaren i Waterbury 1853, när orten fick stadsrättigheter. Han gick över till Demokraterna när Whigpartiet upplöstes. Åren 1851 och 1858 var han ledamot av Connecticuts representanthus. Han valdes till USA:s representanthus för en mandatperiod och tjänstgjorde från den 4 mars 1867 till den 3 mars 1869. Han var viceguvernör i Connecticut från den 4 maj 1870 till den 16 maj 1871, medan James E. English var guvernör.
Han avled i Middletown 1878 och begravdes på Pine Grove Cemetery.